# Fruchtbarer Halbmond

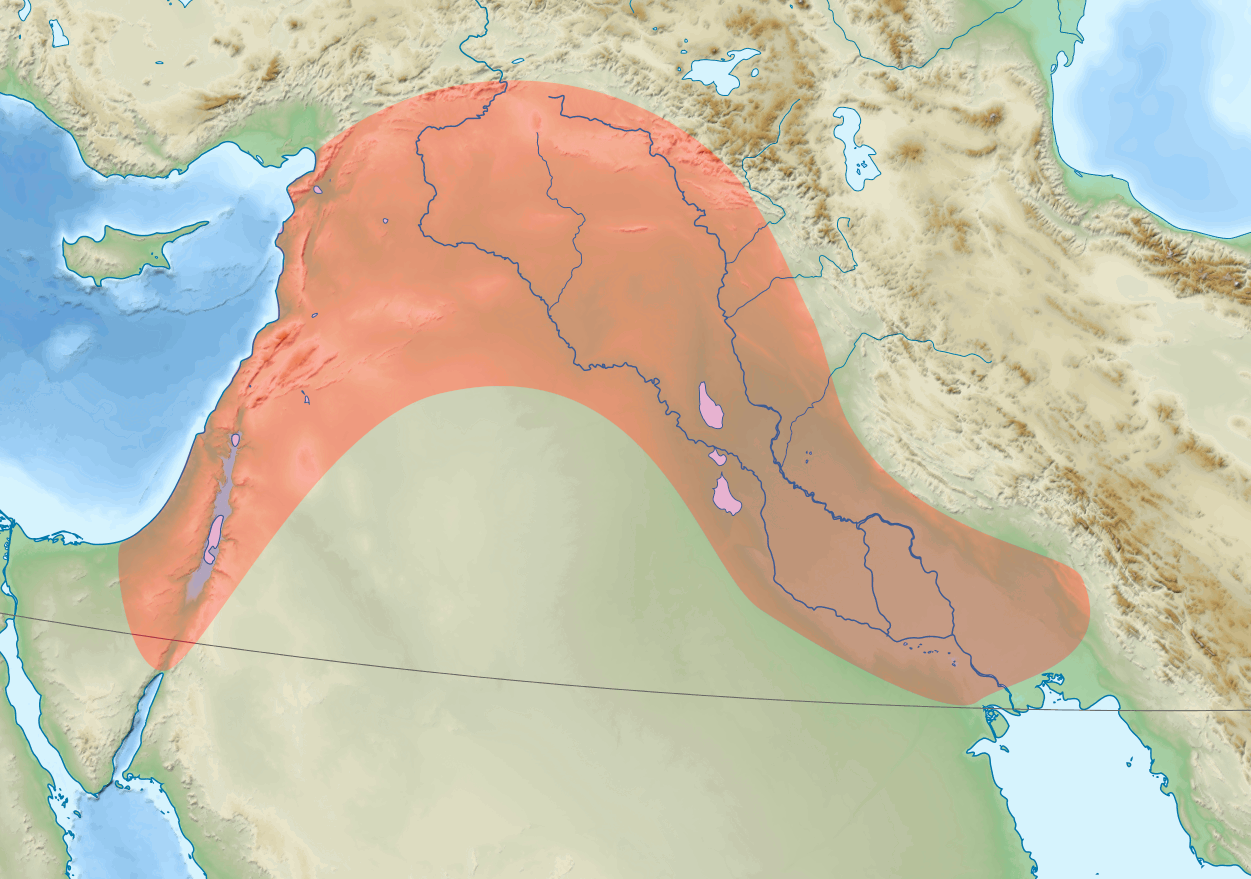
Ungefähre Abgrenzung des Fruchtbaren Halbmondes

Fruchtbarer Halbmond (englisch Fertile Crescent, arabisch الهلال الخصيب, DMG al-hilāl al-ḫaṣīb) ist die von James H. Breasted 1916 eingeführte Bezeichnung für das Winterregengebiet am nördlichen Rand der Syrischen Wüste, die sich im Norden an die Arabische Halbinsel anschließt. Es gilt als eines der Ursprungsgebiete von Ackerbau und Viehzucht, also der Landwirtschaft. Namensgebend war die Ausdehnung des Gebiets in Form einer Mondsichel in einem weiten Bogen, der sich vom Persischen Golf im Süden des heutigen Irak, über die Kulturlandschaften Mesopotamiens über den Norden von Syrien bis in die Levante mit den heutigen Staaten Libanon, Israel, Palästina und Jordanien erstreckt. Gelegentlich wird der Norden Ägyptens hinzugezählt.

## Kulturgeschichte

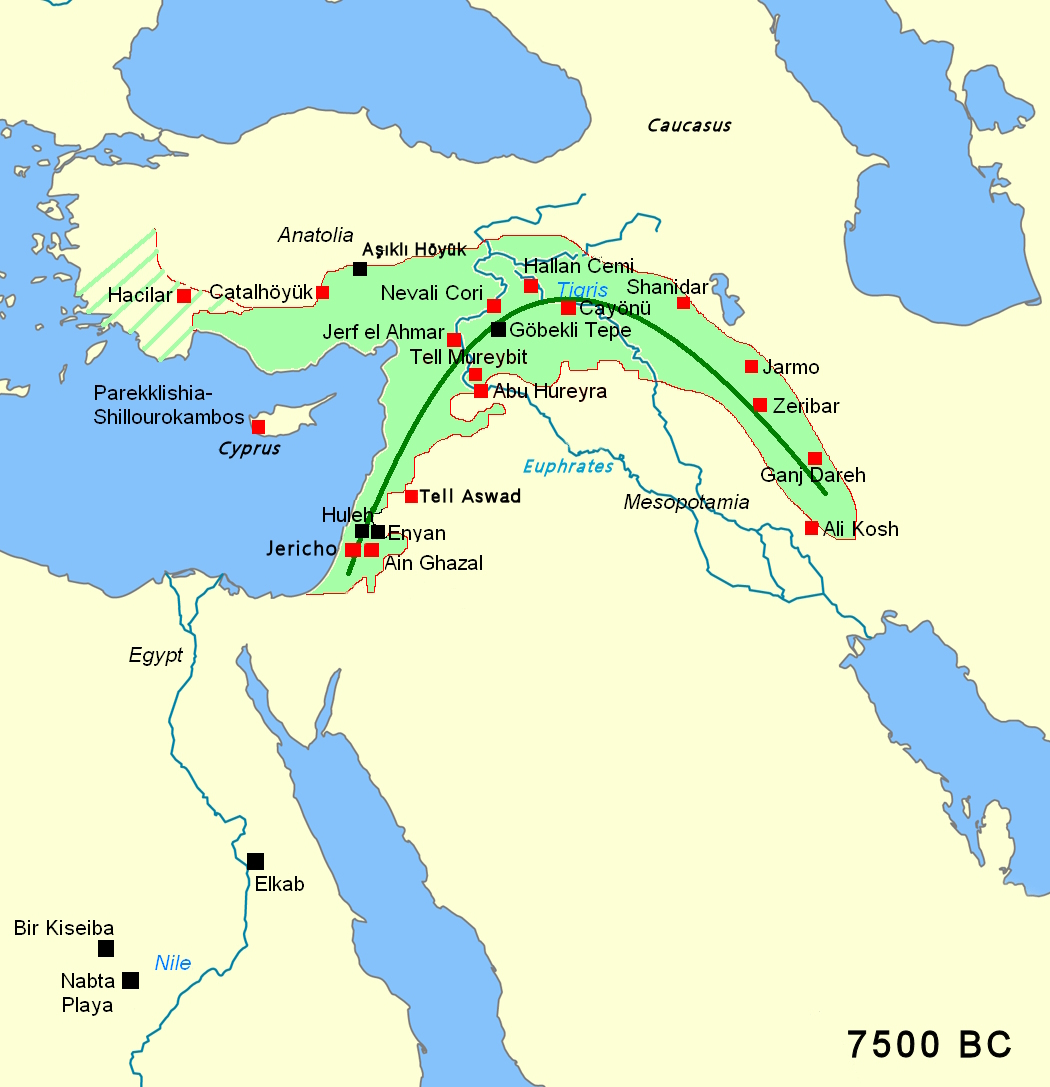
Der fruchtbare Halbmond etwa 7500 v. u. Z.

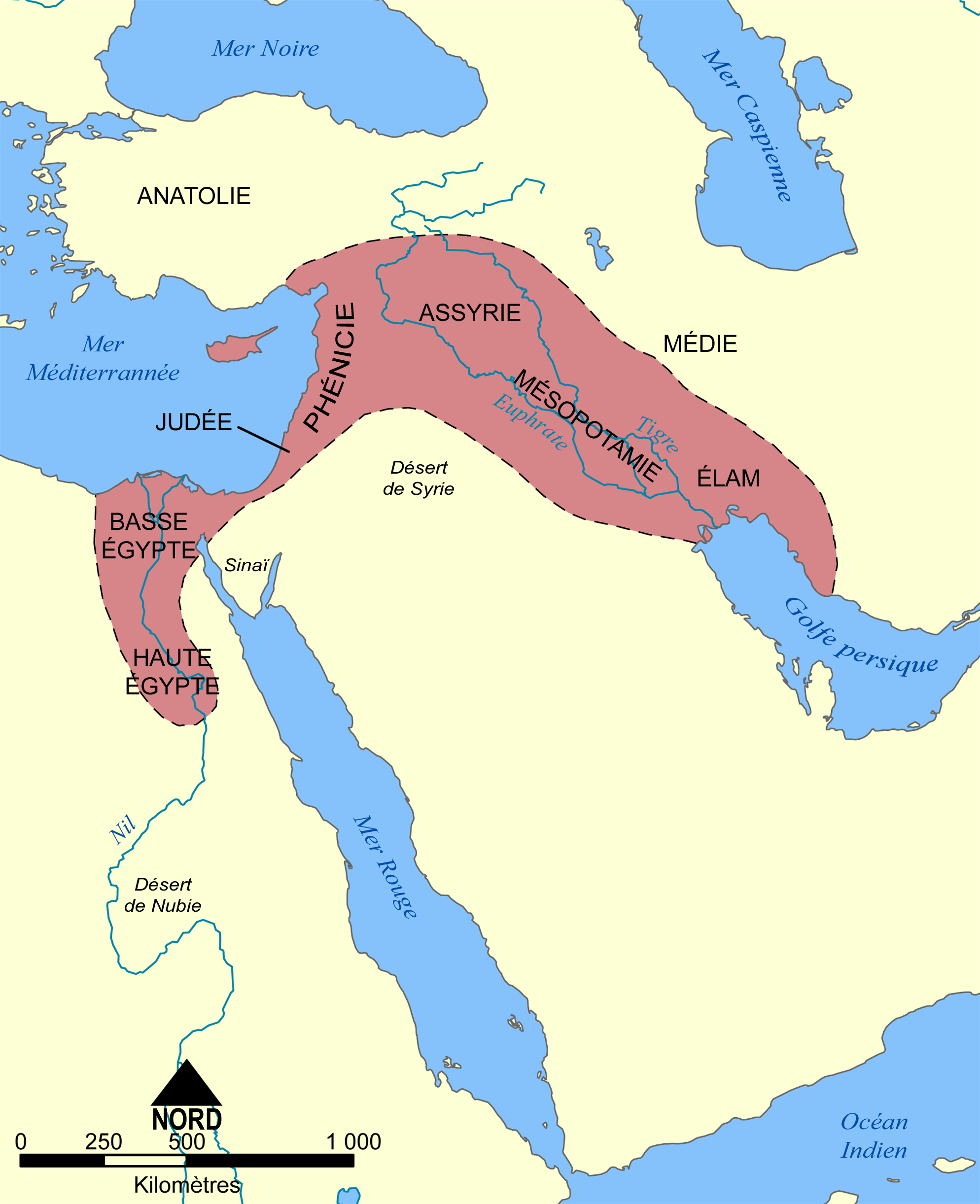
Abgrenzung des Fruchtbaren Halbmondes nach einer modernen Definition

Der Fruchtbare Halbmond gilt als eine der Ursprungsregionen der neolithischen Revolution, des Überganges von der wildbeuterischen Lebensweise zu Ackerbau oder Tierhaltung ab dem 12. Jahrtausend v. Chr. Archäologische Forschungen haben ergeben, dass Volksgruppen der Zeitstufe Präkeramisches Neolithikum B (PPNB) im 7. Jahrtausend v. Chr. im Gebiet des Fruchtbaren Halbmonds Ackerbau betrieben. Es gibt Vermutungen, dass das Klima im 7. Jahrtausend v. Chr. günstiger und niederschlagsreicher war als davor und danach, was ein Vordringen in Steppengebiete ermöglicht haben könnte. Angebaut wurden Getreide (Gerste, Einkorn, Emmer) und Hülsenfrüchte. Der Vorläufer für die kultivierte Gerste (Hordeum vulgare) ist die Wildgerste (Hordeum spontaneum), die zusammen mit dem Wilden Emmer (Triticum dicoccoides) bis heute in der Region vorkommt. Archäobotanische Untersuchungen in den 1990er Jahren im Norden des Fruchtbaren Halbmonds zeigten, dass für vorgeschichtliche Jäger und Sammler neben Wildgetreidesorten, die früher für wesentlich für die Nahrungsversorgung gehalten wurden, auch das Angebot an Gemüse und anderen Pflanzen eine Rolle bei der Sesshaftwerdung spielte.
Die ersten domestizierten Vieharten waren Ziegen, gefolgt von Schafen und später Rindern und Schweinen. Der Fruchtbare Halbmond lag im Verbreitungsgebiet von Wildrindern. Spätestens Anfang des 6. Jahrtausends züchteten sesshafte Ackerbauern die ersten Hausrinder. Während heute im Norden und in der Levante im Westen Regenfeldbau bei Niederschlagsmengen von 400 bis 900 Millimetern pro Jahr möglich ist, lässt sich im Südosten bei Niederschlägen von unter 250 Millimetern eine Ernte nur durch künstliche Bewässerung in einer hydraulischen Gesellschaft erreichen.
Im Gebiet des Fruchtbaren Halbmonds entstanden einige der frühesten städtischen Kulturen: Eridu, vermutlich die älteste sumerische Stadt, und wenig später Uruk in Mesopotamien im 4. Jahrtausend v. Chr. Zum Fruchtbaren Halbmond gehörten das Reich von Akkade im 3., das Assyrische Reich im 2. und Phönizien im 1. Jahrtausend v. Chr.
Der britische Ingenieur William Willcocks versuchte 1918, den im Glauben von Judentum, Christentum und Islam vorgestellten Garten Eden bei vier Kanälen im alten Babylonien zwischen Ramadi und Bagdad zu verorten. Seither wurden weitere Lokalisierungsvorschläge weiter nördlich im Bereich des Fruchtbaren Halbmondes geäußert.

## Begriffsgeschichte

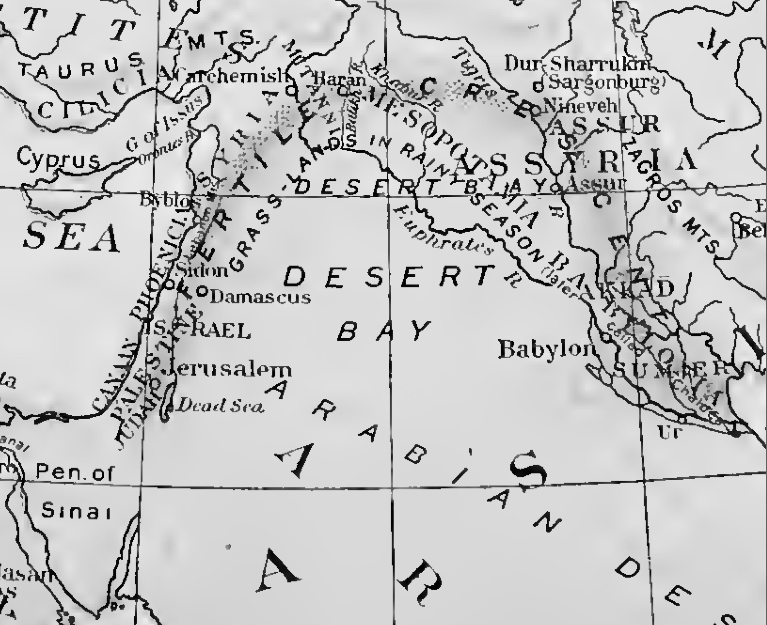
Ausschnitt aus Breasteds Karte von 1916 mit dem als Fertile Crescent bezeichneten Gebiet, das im Südwesten bis Palästina reicht. Auf der Originalkarte ist der Fruchtbare Halbmond durch ein schmales grünes Band dargestellt.

Erstmals taucht der Fruchtbare Halbmond auf einer Karte von James H. Breasted als grün eingefärbter, hufeisenförmiger Bogen mit der Öffnung nach Süden auf. Breasted liefert dazu für die Antike eine Umschreibung des Gebiets, das demnach von Palästina am östlichen Mittelmeer über Assyrien am Scheitel bis nach Mesopotamien im Osten reichte, im Süden begrenzt von Wüsten und im Norden von den Bergketten Anatoliens. Euphrat und Tigris sind die Hauptflüsse des Fruchtbaren Halbmonds. Die mäßigen Regenfälle sorgten im Winter für grünes Weideland, das über Jahrtausende den Lebensraum für Viehnomaden bot und Hochkulturen entstehen ließ. Nach Breasted lässt sich die antike Geschichte des Nahen Ostens als Kampf der nomadischen Wüstenbewohner gegen die Völker aus den nördlichen Bergen um das Gebiet des Fruchtbaren Halbmonds beschreiben. Die Nomaden waren demnach semitische Völker, die ab 3000 v. Chr. aus der Wüste Arabiens nach Nordwesten zogen und sich in Palästina niederließen, wo sie später als Kanaaniter und weiter nördlich am Euphrat als Amurriter in Erscheinung traten.
Auch wenn der Begriff „Fruchtbarer Halbmond“ schon bald nach Breasteds Einführung vielfach übernommen wurde, stellte Albert T. Clay 1924 kritisch fest, dass das schmale grüne Band auf Breasteds Karte mehrere 100 Kilometer am Mittellauf von Euphrat und Tigris frei lässt – Gebiete mit altem Bewässerungsfeldbau, die Breasted stattdessen dem Wüstenraum (desert bay) zurechnet. Das am mittleren Euphrat gelegene Mari muss in babylonischer Zeit im 2. Jahrtausend v. Chr. von fruchtbarem Ackerland umgeben gewesen sein, das bei Hochwasser weitflächig überschwemmt wurde. Die stetige Bodendegradation haben bereits Autoren in römischer Zeit bemerkt. Weil der Euphrat allmählich die fruchtbaren Böden fortspülte, ist sein Flussbett heute schmaler und tiefer eingegraben als damals. Die Gebiete außerhalb der bewässerten Flussebenen sind heute wüstenartig. Die Südgrenze von Breasteds Band des Fruchtbaren Halbmonds im mittleren Bereich entspricht etwa der 250-Millimeter-Isolinie, bis zu der Regenfeldbau möglich ist. Auf vielen Karten ist das Gebiet wesentlich breiter dargestellt und schließt gelegentlich fast ganz Syrien ein. Im übertragenen Sinn können die Länder insgesamt gemeint sein, die am Fruchtbaren Halbmond Anteil haben.
Nordägypten ist durch die Sinai-Halbinsel vom Fruchtbaren Halbmond getrennt und liegt nicht auf dem asiatischen, sondern auf dem afrikanischen Kontinent. Aufgrund seiner geschichtlichen Verbindung zu den antiken Reichen in Palästina wird Unterägypten heute manchmal entweder als Fortsetzung oder als Teil des Fruchtbaren Halbmonds angesehen.
Robert W  Braidwood (1948) sah die hilly flanks, das Wassereinzugsgebiet von Euphrat und Tigris in den im Osten bis zu den Vorhügeln des Zagros reichenden Mittelgebirgen am Rand des Fruchtbaren Halbmonds als ein Zentrum der frühen Domestikation.